# 348
Правління синів Костянтина Великого у Римській імперії. Імперія розділена на Східну Римську імперію, де править Констанцій II, і Західну Римську імперію, де править Констант. У Китаї правління династії Цзінь. В Індії починається період імперії Гуптів. В Японії триває період Ямато. У Персії править династія Сассанідів.
На території лісостепової України Черняхівська культура. У Північному Причорномор'ї готи й сармати.

## Події
- Готський проповідник Ульфіла змушений утікати від переслідувань й отримує дозвіл від Констанція II поселитися разом із наверненими готами в Мезії.

## Померли
- Святий Спиридон